# Yoake made tsuyogaranakute mo ii
„Yoake made tsuyogaranakute mo ii” (jap. 夜明けまで強がらなくてもいい) – dwudziesty czwarty singel japońskiego zespołu Nogizaka46, wydany w Japonii 4 września 2019 roku przez N46Div..
Singel został wydany w pięciu edycjach: regularnej (CD) i czterech limitowanych CD+DVD (Type-A, Type-B, Type-C, Type-D). Osiągnął 1 pozycję w rankingu Oricon i pozostał na liście przez 57 tygodni. Zdobył status płyty Milion.

## Lista utworów
Wszystkie utwory zostały napisane przez Yasushiego Akimoto.

### Type-A
| CD | CD                                                                                      | CD                 | CD                               | CD      |
| Nr | Tytuł utworu                                                                            | Kompozycja         | Aranżacja                        | Długość |
| -- | --------------------------------------------------------------------------------------- | ------------------ | -------------------------------- | ------- |
| 1. | „Yoake made tsuyogaranakute mo ii” (jap. 夜明けまで強がらなくてもいい)                  | Yūsuke Yamada      | APAZZI                           | 4:20    |
| 2. | „Boku no koto, shitteru?” (jap. 僕のこと、知ってる？)                                   | Taisuke Nakamura   | Taisuke Nakamura                 | 4:50    |
| 3. | „Romen densha no machi” (jap. 路面電車の街)                                             | Katsuhiko Sugiyama | Katsuhiko Sugiyama, Manabu Yachi | 5:25    |
| 4. | „Yoake made tsuyogaranakute mo ii” (jap. 夜明けまで強がらなくてもいい) (off vocal ver.) | Yūsuke Yamada      | APAZZI                           | 4:20    |
| 5. | „Boku no koto, shitteru?” (jap. 僕のこと、知ってる？) (off vocal ver.)                  | Taisuke Nakamura   | Taisuke Nakamura                 | 4:50    |
| 6. | „Romen densha no machi” (jap. 路面電車の街) (off vocal ver.)                            | Katsuhiko Sugiyama | Katsuhiko Sugiyama, Manabu Yachi | 5:25    |

| DVD | DVD                                                                                  | DVD     |
| Nr  | Tytuł utworu                                                                         | Długość |
| --- | ------------------------------------------------------------------------------------ | ------- |
| 1.  | „Yoake made tsuyogaranakute mo ii” (jap. 夜明けまで強がらなくてもいい) (Music Video) | 4:32    |
| 2.  | „Romen densha no machi” (jap. 路面電車の街) (Music Video)                            |         |
| 3.  | „Documentary of Nogizaka46 1-kisei-hen” (jap. Documentary of 乃木坂46 1期生編)       |         |

### Type-B
| CD | CD                                                                                      | CD                 | CD               | CD      |
| Nr | Tytuł utworu                                                                            | Kompozycja         | Aranżacja        | Długość |
| -- | --------------------------------------------------------------------------------------- | ------------------ | ---------------- | ------- |
| 1. | „Yoake made tsuyogaranakute mo ii” (jap. 夜明けまで強がらなくてもいい)                  | Yūsuke Yamada      | APAZZI           | 4:20    |
| 2. | „Boku no koto, shitteru?” (jap. 僕のこと、知ってる？)                                   | Taisuke Nakamura   | Taisuke Nakamura | 4:50    |
| 3. | „Toshoshitsu no kimi e” (jap. 図書室の君へ)                                             | Katsuhiko Sugiyama | Makoto Wakatabe  | 4:01    |
| 4. | „Yoake made tsuyogaranakute mo ii” (jap. 夜明けまで強がらなくてもいい) (off vocal ver.) | Yūsuke Yamada      | APAZZI           | 4:20    |
| 5. | „Boku no koto, shitteru?” (jap. 僕のこと、知ってる？) (off vocal ver.)                  | Taisuke Nakamura   | Taisuke Nakamura | 4:50    |
| 6. | „Toshoshitsu no kimi e” (jap. 図書室の君へ) (off vocal ver.)                            | Katsuhiko Sugiyama | Makoto Wakatabe  | 4:01    |

| DVD | DVD                                                                                  | DVD     |
| Nr  | Tytuł utworu                                                                         | Długość |
| --- | ------------------------------------------------------------------------------------ | ------- |
| 1.  | „Yoake made tsuyogaranakute mo ii” (jap. 夜明けまで強がらなくてもいい) (Music Video) | 4:32    |
| 2.  | „Toshoshitsu no kimi e” (jap. 図書室の君へ) (Music Video)                            |         |
| 3.  | „Documentary of Nogizaka46 2-kisei-hen” (jap. Documentary of 乃木坂46 2期生編)       |         |

### Type-C
| CD | CD                                                                                      | CD                 | CD                               | CD      |
| Nr | Tytuł utworu                                                                            | Kompozycja         | Aranżacja                        | Długość |
| -- | --------------------------------------------------------------------------------------- | ------------------ | -------------------------------- | ------- |
| 1. | „Yoake made tsuyogaranakute mo ii” (jap. 夜明けまで強がらなくてもいい)                  | Yūsuke Yamada      | APAZZI                           | 4:20    |
| 2. | „Boku no koto, shitteru?” (jap. 僕のこと、知ってる？)                                   | Taisuke Nakamura   | Taisuke Nakamura                 | 4:50    |
| 3. | „Tokidoki omoidashite kudasai” (jap. 時々 思い出してください) (wyk. Reika Sakurai)      | Katsuhiko Sugiyama | Katsuhiko Sugiyama, Manabu Yachi | 5:25    |
| 4. | „Yoake made tsuyogaranakute mo ii” (jap. 夜明けまで強がらなくてもいい) (off vocal ver.) | Yūsuke Yamada      | APAZZI                           | 4:20    |
| 5. | „Boku no koto, shitteru?” (jap. 僕のこと、知ってる？) (off vocal ver.)                  | Taisuke Nakamura   | Taisuke Nakamura                 | 4:50    |
| 6. | „Tokidoki omoidashite kudasai” (jap. 時々 思い出してください) (off vocal ver.)          | Katsuhiko Sugiyama | Katsuhiko Sugiyama, Manabu Yachi | 5:25    |

| DVD | DVD                                                                                  | DVD     |
| Nr  | Tytuł utworu                                                                         | Długość |
| --- | ------------------------------------------------------------------------------------ | ------- |
| 1.  | „Yoake made tsuyogaranakute mo ii” (jap. 夜明けまで強がらなくてもいい) (Music Video) | 4:32    |
| 2.  | „Tokidoki omoidashite kudasai” (jap. 時々 思い出してください) (Music Video)          |         |
| 3.  | „Documentary of Nogizaka46 3-kisei-hen” (jap. Documentary of 乃木坂46 3期生編)       |         |

### Type-D
| CD | CD                                                                                      | CD                     | CD                     | CD      |
| Nr | Tytuł utworu                                                                            | Kompozycja             | Aranżacja              | Długość |
| -- | --------------------------------------------------------------------------------------- | ---------------------- | ---------------------- | ------- |
| 1. | „Yoake made tsuyogaranakute mo ii” (jap. 夜明けまで強がらなくてもいい)                  | Yūsuke Yamada          | APAZZI                 | 4:20    |
| 2. | „Boku no koto, shitteru?” (jap. 僕のこと、知ってる？)                                   | Taisuke Nakamura       | Taisuke Nakamura       | 4:50    |
| 3. | „~Do my best~ Ja imi wa nai” (jap. 〜Do my best〜じゃ意味はない)                        | Kenta Urashima, APAZZI | Kenta Urashima, APAZZI | 3:56    |
| 4. | „Yoake made tsuyogaranakute mo ii” (jap. 夜明けまで強がらなくてもいい) (off vocal ver.) | Yūsuke Yamada          | APAZZI                 | 4:20    |
| 5. | „Boku no koto, shitteru?” (jap. 僕のこと、知ってる？) (off vocal ver.)                  | Taisuke Nakamura       | Taisuke Nakamura       | 4:50    |
| 6. | „~Do my best~ Ja imi wa nai” (jap. 〜Do my best〜じゃ意味はない) (off vocal ver.)       | Kenta Urashima, APAZZI | Kenta Urashima, APAZZI | 3:56    |

| DVD | DVD                                                                                  | DVD     |
| Nr  | Tytuł utworu                                                                         | Długość |
| --- | ------------------------------------------------------------------------------------ | ------- |
| 1.  | „Yoake made tsuyogaranakute mo ii” (jap. 夜明けまで強がらなくてもいい) (Music Video) | 4:32    |
| 2.  | „~Do my best~ Ja imi wa nai” (jap. 〜Do my best〜じゃ意味はない) (Music Video)       |         |
| 3.  | „Documentary of Nogizaka46 4-kisei-hen” (jap. Documentary of 乃木坂46 4期生編)       |         |

### Edycja regularna
| CD | CD                                                                                      | CD                 | CD                                       | CD      |
| Nr | Tytuł utworu                                                                            | Kompozycja         | Aranżacja                                | Długość |
| -- | --------------------------------------------------------------------------------------- | ------------------ | ---------------------------------------- | ------- |
| 1. | „Yoake made tsuyogaranakute mo ii” (jap. 夜明けまで強がらなくてもいい)                  | Yūsuke Yamada      | APAZZI                                   | 4:20    |
| 2. | „Boku no koto, shitteru?” (jap. 僕のこと、知ってる？)                                   | Taisuke Nakamura   | Taisuke Nakamura                         | 4:50    |
| 3. | „Boku no omoikomi” (jap. 僕の思い込み)                                                  | Katsuhiko Sugiyama | Katsuhiko Sugiyama, Yūichi "Masa" Nonaka | 3:46    |
| 4. | „Yoake made tsuyogaranakute mo ii” (jap. 夜明けまで強がらなくてもいい) (off vocal ver.) | Yūsuke Yamada      | APAZZI                                   | 4:20    |
| 5. | „Boku no koto, shitteru?” (jap. 僕のこと、知ってる？) (off vocal ver.)                  | Taisuke Nakamura   | Taisuke Nakamura                         | 4:50    |
| 6. | „Boku no omoikomi” (jap. 僕の思い込み) (off vocal ver.)                                 | Katsuhiko Sugiyama | Katsuhiko Sugiyama, Yūichi "Masa" Nonaka | 3:46    |

## Skład zespołu
| „Yoake made tsuyogaranakute mo ii” |
| --- |
| - 1. gen.: Manatsu Akimoto, Erika Ikuta, Asuka Saitō, Reika Sakurai, Mai Shiraishi, Kazumi Takayama, Minami Hoshino, Sayuri Matsumura - 2. gen.: Hinako Kitano, Mai Shinuchi, Miona Hori - 3. gen.: Minami Umezawa, Shiori Kubo, Mizuki Yamashita, Yūki Yoda - 4. gen.: Sakura Endō (środek), Haruka Kaki, Ayame Tsutsui |

| „Boku no koto, shitteru?” |
| --- |
| - 1. gen.: Manatsu Akimoto, Erika Ikuta, Sayuri Inoue, Asuka Saitō (środek), Reika Sakurai, Mai Shiraishi, Kazumi Takayama, Minami Hoshino, Sayuri Matsumura - 2. gen.: Hinako Kitano, Mai Shinuchi, Ayane Suzuki, Miona Hori, Miria Watanabe - 3. gen.: Riria Itō, Renka Iwamoto, Minami Umezawa, Momoko Ōzono, Shiori Kubo, Tamami Sakaguchi, Kaede Satō, Yūki Yoda |

| „Romen densha no machi”                                                           |
| --------------------------------------------------------------------------------- |
| - 1. gen.: Asuka Saitō (środek) - 2. gen.: Miona Hori - 3. gen.: Mizuki Yamashita |

| „Toshoshitsu no kimi e” |
| --- |
| - 4. gen.: Sakura Endō, Haruka Kaki, Sayaka Kakehashi (środek), Saya Kanagawa, Yuri Kitagawa, Yuna Shibata, Rei Seimiya, Mayu Tamura, Ayame Tsutsui, Seira Hayakawa, Mio Yakubo |

| „~Do my best~ Ja imi wa nai” |
| --- |
| - 1. gen.: Kana Nakada, Hina Higuchi, Maaya Wada - 2. gen.: Junna Itō, Kotoko Sasaki, Ayane Suzuki, Ranze Terada, Rena Yamazaki, Miria Watanabe - 3. gen.: Riria Itō, Renka Iwamoto (środek), Tamami Sakaguchi, Kaede Satō, Reno Nakamura, Hazuki Mukai, Ayano Christie Yoshida |

| „Boku no omoikomi” |
| --- |
| - 1. gen.: Manatsu Akimoto, Erika Ikuta, Asuka Saitō, Reika Sakurai, Mai Shiraishi, Kazumi Takayama, Minami Hoshino, Sayuri Matsumura - 2. gen.: Hinako Kitano, Mai Shinuchi, Miona Hori - 3. gen.: Minami Umezawa, Shiori Kubo, Mizuki Yamashita, Yūki Yoda - 4. gen.: Sakura Endō (środek), Haruka Kaki, Ayame Tsutsui |

## Notowania
| Lista                             | Pozycja |
| --------------------------------- | ------- |
| Oricon Weekly Singles Chart       | 1       |
| Oricon Yearly Singles Chart       | 4       |
| Billboard Japan Hot 100           | 1       |
| Billboard Japan Hot Singles Sales | 1       |

## Sprzedaż
| Dane wg         | Sprzedaż   |
| --------------- | ---------- |
| Oricon          | 1 193 774  |
| Billboard Japan | 1 301 112+ |